# Фатумата Діавара
Фатумата Діавара (бам. ߝߊ߫ߕߎߡߕߊ ߖߊ߯ߥߙߊ߫, трансліт. Fatumta Jawara, нар. 21 лютого 1982) — малійська співачка та авторка пісень, проживає у Франції.
Діавара розпочала свою кар'єру як актриса в театрі та кіно, зокрема в «Генезис»(1999), «Сіа, сон пітона» (2001) і Тімбукту (2014). Пізніше вона почала музичну кар'єру, співпрацюючи з багатьма виконавцями та випустивши три студійні альбоми, починаючи з дебютного Fatou 2011 року. Музика Діавара поєднує традиційний Васулу з міжнародними стилями.

## Раннє життя
Діавара народилася в 1982 році в Кот-д'Івуарі в сім'ї малійців. У підлітковому віці її відправили назад до рідного Бамако в Малі, щоб її виховувала тітка. Коли їй було вісімнадцять, Діавара переїхала до Франції, щоб зайнятися акторською майстерністю. Вона ненадовго повернулася до Малі, щоб знятися в кіно, але втекла назад до Парижа, щоб уникнути примусу до шлюбу з боку сім'ї.

## Кіно і театр
Після переїзду до Франції Діавара знялася в повнометражному фільмі Шейка Умара Сіссоко 1999 року «Буття», популярному фільмі Дані Куяте 2001 року «Сіа, сон пітона», а також з'явилась у всесвітньо відомій трупі вуличного театру Royal de Luxe.
Також вона зіграла головну роль у мюзиклі Kirikou et Karaba.
Паралельно з музичною кар'єрою Діавара продовжила свою кінематографічну діяльність, з численними ролями, появою та музичним внеском у багатьох повнометражних фільмах, зокрема у Тімбукту, який отримав сім номінацій на премію «Сезар» і номінацію на премію «Оскар» у 2014 році.

## Музична кар'єра
Діавара взяла гітару й почала складати власний матеріал, пишучи пісні, у яких поєднуються традиції Васулу південного Малі з міжнародними впливами. Вона сказала, що є «першою жінкою-сольною електрогітаристкою в Малі».
Діавара виступала або записувалася з малійськими та міжнародними зірками, такими якхШейх Тідіан Сек, Уму Сангаре, AfroCubism, Ді Ді Бріджвотер (у Червоній Землі: Малійська подорож) та з оркестром Poly Rythmo de Cotonou. EP Kanou вийшов 9 травня 2011 року. Вона написала кожну пісню свого дебютного альбому Fatou з World Circuit Records, який вийшов у вересні 2011 року (Nonesuch Records випустила міні-альбом Kanou в цифровому вигляді в Північній Америці 27 вересня 2011 року, а альбом Fatou 28 серпня 2012 року).
У вересні 2012 року Діавара брала участь у кампанії під назвою «30 пісень / 30 днів» на підтримку Half the Sky, мультиплатформенного медіа-проекту, натхненного книгою Ніколаса Крістофа та Шеріл Вуданн. У вересні 2012 року вона також взяла участь в Africa Express Train з Деймоном Алберном, Рокією Траоре, Баабою Маалом, Амаду та Маріам, Ніколасом Джааром та Нуазетт та багатьма іншими. Шоу на 4,5 тис. місць проходило у Кінгс-Кросі, де Фатумата виступала разом із Полом Маккартні.
Останні роки Діавара провела у світових турах зі знаковим виступом для англомовної публіки на фестивалі в Гластонбері 2013 року. Окрім багатьох європейських концертів, її графік привів її до Південної Америки, Азії та Австралії, а також у численні поїздки до США, де у вересні 2013 року вона виступала в рамках Clinton Global Initiative разом із The Roots у Нью-Йорку. З середини 2014 року вона співпрацювала з Роберто Фонсека, з численними живими виступами та спільним концертним альбомом At Home - Live in Marciac. У 2014 році вона також виступала з Майрою Андраде та Омарою Портуондо. У лютому 2015 року відбувся її перший живий концерт як визнаної міжнародної зірки в Малі, її рідній країні, на Festival sur le Niger у Сегу, де вона знову розділила сцену зі своєю давньою подругою і наставницею Уму Сангаре, Бассеку Куйяте та з багатьма іншима вітчизняними малійськими виконавцями.
Діавара була представлена в синглі Gorillaz 2020 року «Désolé», який пізніше з'явився в їхньому альбомі Song Machine, Season One: Strange Timez. У лютому 2022 року вона дала домашній концерт Tiny Desk. Пізніше того ж року вона опублікувала альбом Maliba, створений як саундтрек для проекту Google Arts and Culture з оцифрування рукописів, що зберігаються в Тімбукту. Журнал Економіст охарактеризував альбом як «дивовижний твір збереження культури від одного з найбільших імен сучасної африканської музики».

### Стиль
Відома своїм «чуттєвим голосом», Діавара співає головним чином бамбарою, національною мовою Малі, і спирається на традицію «пісень-порад» з культури її предків регіону Васулу. У своїх піснях Діавара зверталася до таких питань, як біль еміграції; потреба у взаємоповазі; боротьба африканських жінок; життя під владою релігійних фундаменталістів і практика жіночого обрізання. Одна пісня, яка є прикладом її зосередженості на цих темах, це «Mali-ko (Peace/La Paix)», семихвилинна пісня та відео, які критикують фундаменталістське завоювання Північного Малі та закликають до єдності, щоб придушити невдоволення проти туарегської меншини, яку деякі звинувачували за сприяння вторгненню. Діавара сказала про пісню: "Мені потрібно було кричати під цю пісню: «Прокиньтеся! Ми втрачаємо Малі! Ми втрачаємо свою культуру, свою традицію, своє походження, своє коріння!».

## Визнання та нагороди
Вона отримала дві номінації на 61-й щорічній премії «Греммі» за найкращий альбом світової музики за свій альбом Fenfo та за найкращий танцювальний запис для «Ultimatum», у якому вона виступала з англійським гуртом Disclosure.

## Фільмографія
- 1996: Таафе Фанга Адама Драбо

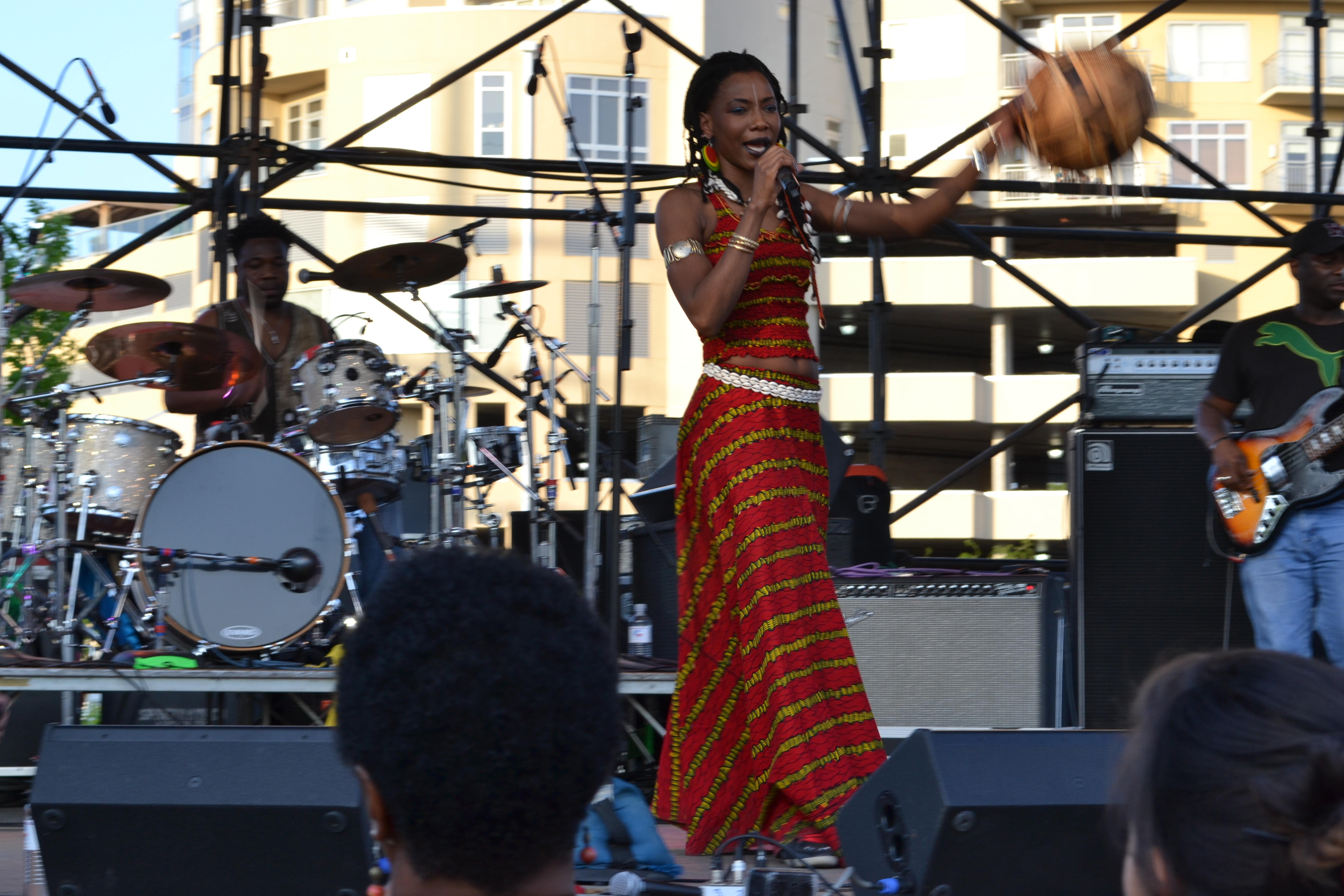
Фатумата Діавара з групою виступає на фестивалі World Beat Music. Остін, Техас, 2013

- 1999: La Genèse, Шейх Умар Сіссоко: Діна
- 2002: Сіа, сон пітона, Дані Куяте: Сіа
- 2008: У Конакрі буде дощ, Шейх Фантамаді Камара: Siré
- 2010: «Заохочуйте», Елеонора Кампанелла
- 2010: Ні брюнетка, ні блондинка, автор Абдеррахман Сіссако
- 2011: Казки на ніч, Мішель Оцелот (голос)
- 2013: Африканський експрес, Рено Барре та Флоран де Ла Тюль: сама
- 2014: Тімбукту (Печаль птахів), Абдеррахман Сіссако[24]
- 2015: Морбаясса, Шейх Фантамаді Камара: Белла
- 2016: Малі блюз, Лутц Грегор: Сама
- 2019: Яо, Філіп Годо: Глорія

## Сценічні виступи
- 1998: Антігона Софокла; адаптація Жан-Луї Саго Дювору, виробництво Сотігі Куяте
- 2002—2008: Royal de Luxe; автор Жан-Люк Курку
- 2007—2008: Kirikou et Karaba: Karaba

## Дискографія

### Альбоми
- 2011: Фату (World Circuit / Nonesuch)
- 2015: At Home - Live in Marciac, Fatoumata Diawara & Roberto Fonseca (Jazz Village)
- 2018: Fenfo (Something To Say) (Wagram Music / Shanachie Records)
- 2022: Маліба (саундтрек «Mali Magic» у Google Arts and Culture) (3ème Bureau/Wagram Music)
- 2023: London Ko (3ème Bureau/Wagram Music)[25]

### Сингли та EP
- 2011: Kanou EP (World Circuit/Nonesuch)

### Співпраця
- 2009: представлена в альбомі Léman від Blick Bassy
- 2010: Співавторство та участь в альбомі Debademba від Debademba
- 2010: представлена у The Imagine Project Гербі Генкока
- 2010: представлена в альбомі Jamm Шейха Ло
- 2010: представлена у пісні «N'fletoun» з альбому Djekpa La You Добета Гнахоре
- 2011: представлена у пісні «C'est lui ou c'est moi» з альбому Cotonou Club оркестру Poly-Rythmo de Cotonou
- 2012: представлена у Rocket Juice &amp; the Moon (альбом Honest Jon's)
- 2012: представлена у пісні «Bibissa» з альбому Yo Роберто Фонсеки
- 2012: представлена у пісні «Nothin' Can Save Ya» з альбому The Best Man In The Universe Боббі Вомака
- 2013: У пісні «Surma» з альбому «Sketches of Ethiopia» Мулату Астатке
- 2014: Співавторство та участь у пісні «Timbuktu Fasso» із саундтреку до Тімбукту Аміни Бухафи
- 2014: звучить у пісні «It's all going together» Вальтера Хуса з саундтреку до художнього фільму «N — Божевілля розуму» Пітера Крюгера
- 2018: представлена у пісні «Ultimatum» від Disclosure
- 2019: представлена у пісні «Cameroon» Бонапарта (співак)
- 2020: представлена у пісні «Désolé» групи Gorillaz
- 2020: представлена у пісні «Douha (Mali Mali)» від Disclosure
- 2022: представлена у пісні «Tama» з Барбарою Праві

### З Les Balayeurs du désert
Через співпрацю з Royal de Luxe ; кілька пісень грали як акомпанемент під час вуличних виступів Royal de Luxe «гігантських маріонеток» по всьому світу.
- 2005: Jules Verne Impact від Les Balayeurs du désert (apast — альбом) (Y Danse, Hamleti)
- 2007: La Pequeña від Les Balayeurs du désert (Atelier de l'événement — альбом) (з ранньою версією Salimata)